# Go no Go
Go no Go is een Nederlands programma van Tien, gepresenteerd door Winston Gerschtanowitz.
In het programma Go no Go helpt Winston Gerschtanowitz mensen die twijfelen of ze weg zullen gaan bij hun huidige werkgever of toch blijven. Door middel van het lopen van drie stages bij banen waarvan ze denken dat ze het leuk vinden kunnen ze erachter komen of ze weggaan bij de huidige werkgever of dat ze blijven. Aan het eind van een aflevering worden er biedingen gedaan van de werkgevers waar ze stage hebben gelopen, maar ook door de huidige werkgever, zodat het toch een no go wordt. Als ze ervoor kiezen om weg te gaan wordt het een go.